# HAPPY! (テレビ番組)
『HAPPY!』（ハッピー）は、2008年4月4日から9月26日まで日本テレビと、日本テレビ系列12局で放送されたバラエティ番組である。毎週金曜日24:25 - 24:40（同時ネット）の15分番組。24:25 - 24:55の日本テレビ製作枠30分番組「フライデーTVラボ」の前半であり、後半は『恋愛新党』。毎月1回、同時間で『月刊サッカーアース』が放送されるためその場合は1時間繰り下げとなり、『金曜ロードショー』の拡大放送などで繰り下がる場合もあった。

## 内容
コミュニティの「オフ会」という設定で、ハッピーになれるものを5人が体験・発信する番組。出演者は全員女性であり、番組内で扱われる内容も主に女性をターゲットとしたものである。男性ゲスト（主にお笑い芸人）が訪れる場合もある。

## 出演者
- Perfume
  - あ～ちゃん（発言テロップ赤）
  - のっち（発言テロップ緑）
  - かしゆか（発言テロップオレンジ）
- にしおかすみこ（発言テロップ青）
- 徳澤直子（発言テロップピンク）
- 三村ロンド（ナレーター）

## スタッフ
- 構成：石塚祐介、内田ぼちぼち、平出尚人、阿部ランダ
- TM：江村多加司
- SW：高梨正利
- CAM：榎本丈之
- 音声：中村正昭
- VE：小沢郁彌
- 照明：小笠原雅登
- 技術協力：NITRo、ヌーベルフォース、読売映像
- 美術：松崎純一、熊崎真知子
- 美術協力：日本テレビアート
- CG：小城功夫（glow）
- 音効：森山顕仁（ヘンドリックス）
- TK：大岡伸江
- EED：小川洋行
- MA：白子七恵
- 編成：毛利忍、前田伸一郎
- 番組宣伝：立松典子
- ホームページ：皆川陽介（4cast）
- リサーチ：フォーミュレーション・石川めがね、桜井すぺいし
- AP：柴崎裕美
- デスク：呉羽あゆみ
- ディレクター：中井康仁、萩原博喜
- プロデューサー：小林正典、浜田和宏、金沢紀子
- 演出・プロデューサー：渡辺政次
- チーフプロデューサー：竹内尊実
- 制作協力：オフィスぼくら
- 製作著作：日本テレビ

### 過去のスタッフ
- チーフプロデューサー：菅賢治
- 編成：吉田和生